# Malick Diaw
Malick Diaw es un militar maliense desde el 5 de diciembre de 2020 presidente del Consejo Nacional de Transición de Malí. El coronel fue uno de los líderes de la Junta Militar que organizó el golpe de Estado en Malí de agosto de 2020 y miembro del Comité Nacional para la Salvación del Pueblo.

## Trayectoria
El coronel Malick Diaw proviene de la Escuela de oficiales de Koulikoro. Diaw era subdirector de la escuela militar de Kati en el momento del golpe. También fue Subjete del Estado Mayor de la Guardia Nacional en la 3.ª Región Militar de Kati.
Fue uno de los militares presentes en la multitudinaria concentración para celebrar la caída del presidente Ibrahim Boubacar Keïta y está considerado como uno de los cerebros del golpe de Estado en Malí en agosto de 2020 que derrocó al presidente. Se convirtió en número 2 de la Junta Militar liderada por Assimi Goita, vicepresidente interino en la transición de Malí. También jugó un papel clave en las negociación con Ecowas para levantar las sanciones en octubre.
Malick Diaw fue elegido presidente del Consejo Nacional de Transición con 111 votos a favor y 7 abstenciones, en un organismo en el que los militares ocupan 22 de los 121 escaños